# 北西憲二
北西 憲二（きたにし けんじ、1946年1月9日 - ）は、日本の精神科医。森田療法を中心に行う。
埼玉県生まれ。1970年東京慈恵会医科大学卒、1978年「うつ病の日内変動に関する研究」で医学博士。1972年スイス・バーゼル大学・うつ病研究部門に留学。1979-1995年東京慈恵会医科大学附属第三病院講師。その後成増厚生病院、日本女子大学教授、2007年森田療法研究所所長・北西クリニック院長。

## 著書
- 『「くよくよするな」といわれても…くよくよしてしまう人のために』法研 1998　のち三笠書房・知的生きかた文庫
- 『実践・森田療法 悩みを活かす生き方』講談社 健康ライブラリー 1998
- 『軽度・神経症を治す 考え方しだいで心は楽になれる』法研 1999
- 『親子療法引きこもりを救う』講談社 健康ライブラリー 2001
- 『我執の病理 森田療法による「生きること」の探究』白揚社 2001
- 『中年期うつと森田療法』講談社 こころライブラリー 2006
- 『回復の人間学 森田療法による「生きること」の転換』白揚社 2012
- 『慢性うつ病からの離脱と森田療法 回復のプロセスと新しい生き方』講談社 こころライブラリー 2013
- 『はじめての森田療法』講談社現代新書 2016

### 共編著・監修
- 『うつ病』岩井寛共編著 日本文化科学社 精神医学入門 1983
- 『森田療法の研究 新たな展開をめざして』森温理共編 金剛出版 1989
- 『精神科プラクティス 第3巻 (神経症とその周辺)』黒澤尚,大野裕共編 星和書店 1999
- 『集団精神療法の基礎用語』日本集団精神療法学会 監修 小谷英文,池淵恵美,磯田雄二郎,武井麻子,西川昌弘,西村磬共編集 金剛出版 2003
- 『森田療法で読むパニック障害 その理解と治し方』編著　伊藤克人ほか著 白揚社 2003
- 『森田療法』中村敬共編著 ミネルヴァ書房 心理療法プリマーズ 2005
- 『森田療法で読むうつ その理解と治し方』中村敬共編 白揚社 2005
- 『森田療法と精神分析的精神療法』皆川邦直,三宅由子,長山恵一,豊原利樹,橋本和幸共著 誠信書房 2007
- 『森田療法のすべてがわかる本』監修 講談社 健康ライブラリー 2007
- 『森田療法で読む社会不安障害とひきこもり』中村敬共編 白揚社 2007
- 『森田療法を学ぶ 最新技法と治療の進め方』編著 金剛出版 2014
- 『森田療法で読む強迫性障害 その理解と治し方』久保田幹子,井出恵,川上正憲,黒木俊秀, 畔柳園子,舘野歩,立松一徳,中尾智博,中村敬,橋本和幸,樋之口潤一郎, 明念倫子共著 白揚社 2015
- 『がんという病と生きる 森田療法による不安からの回復』板村論子共著 白揚社 2016

## 論文
- <北西憲二